# Super Soy Source
Super Soy Source（スーパー・ソイ・ソース）は、塩原大貴と高橋 涼から成る日本の楽曲制作ユニット。

## 携わった作品
- BATTLE BOYS
  - Gera Gera(作曲・編曲)
- 滝沢歌舞伎ZERO
  - ひらりと桜(作詞・作曲・編曲)
- Kore:ct
  - RE:有り体(作曲・編曲)
- DOUBLE ACE
  - Summer Triangle(作曲・編曲）

- 内田彩
  - ANSWER（作詞・作曲）